# Fidelis Sohm
Fidelis Sohm, genannt Einäugiger Fidelis, (* 1787 in Witzigmänn bei Bösenreutin; † nach 1824 auf Hohenasperg) war ein Räuber.

## Leben

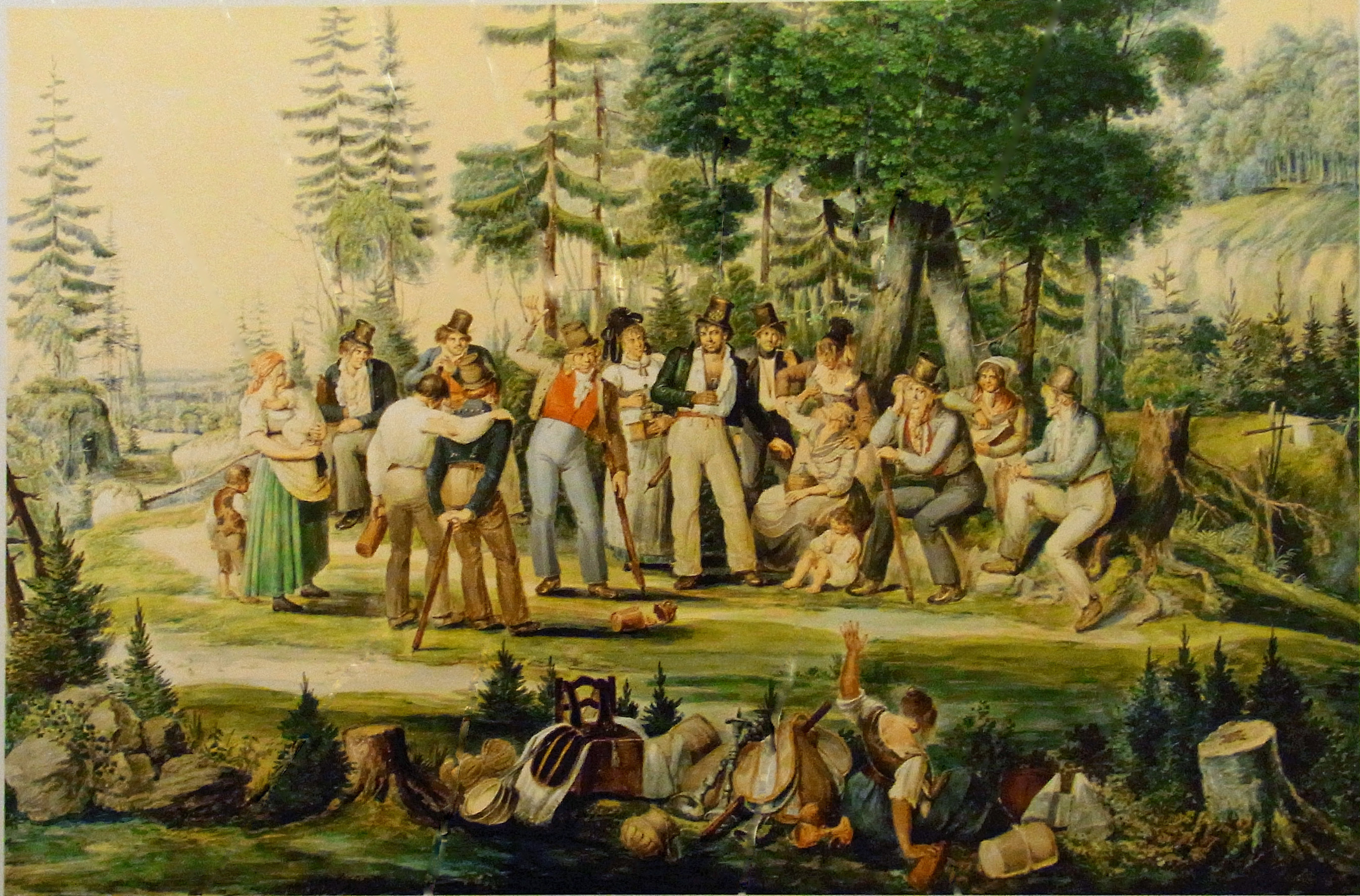
Schwarze Veri mit Fidelis Sohm

Fidelis Sohm wurde als eines von fünf Kinder einer Tagelöhnerfamilie geboren. Ab dem Alter von sechs Jahren wurde er im Sommer zum Viehhüten geschickt und besuchte die Schule im Winter. Er erlernte das Maurerhandwerk und arbeitete nebenzu als Zimmermann. Im Hungerjahr 1815 verlor Sohm seine Arbeit und erblindete auf einem Auge, wofür er den Kosenamen Einäugiger Fidelis bekam.
Im Jahr 1818 schloss Sohm sich dem Räubersohn Joseph Lang – Jungen Bregenzer Seppl genannt – aus Nenzing an. Gemeinsam bettelten und stahlen sie auf Märkten in Schwaben und Tirol. An Weihnachten 1818 schloss sich das Duo bei Bad Wurzach der Räuberbande des Alten Bregenzer Seppls an. Die Bande zerfiel wenige Wochen später und Sohm schloss sich bei Ostrach der Räuberbande Schwarzen Veri um Xaver Hohenleiter  und seinem Bruder Urle an. Nach einem Überfall auf den Bauernhof Argenhardt bei Tettnang, beschlossen die Bandenmitglieder noch einen Einbruch zu begehen und sich nach Frankreich abzusetzen. Da Veri und Friedrich Klump kurz danach festgenommen wurden, löste sich die Bande auf.
Sohm schloss sich im Mai 1819 der Bande Schleiferstone (auch: Schleifer Tone) um den Scherenschleifer Anton Rosenberger an, die in Oberschwaben aktiv war. Am 29. Mai 1819 wurde Fidelis Sohm und ein Großteil der Bande beim Storchenhaus im Mochenwangener Wald verhaftet. Im Jahr 1824 wurde Sohm in Biberach zu lebenslanger Haft verurteilt. Er wurde in der Haftanstalt Hohenasperg inhaftiert, wo er schließlich vollkommen erblindete.